# Hedyotis cornifolia
Hedyotis cornifolia är en måreväxtart som beskrevs av Ryozo Kanehira. Hedyotis cornifolia ingår i släktet Hedyotis och familjen måreväxter. Inga underarter finns listade i Catalogue of Life.